# NGC 4496B
NGC 4496B (другие обозначения — ZWG 42.144, KCPG 343B, VV 76, VCC 1376, PGC 41473) — галактика в созвездии Дева.
Этот объект не входит в число перечисленных в оригинальной редакции «Нового общего каталога» и был добавлен позднее.